# Słowik himalajski
Słowik himalajski (Larvivora brunnea) – gatunek małego ptaka z rodziny muchołówkowatych (Muscicapidae). Występuje od północno-wschodniego Afganistanu przez Himalaje do centralnych Chin oraz w zachodniej Mjanmie.
Ptak jest podobnej wielkości jak podróżniczek – mierzy 13–15 cm, waży 14–20 g. Upierzenie dorosłych samców jest niebieskie powyżej, natomiast w dolnych częściach ciała jasnopomarańczowe z białym obszarem na brzuchu i podbrzuszu. Głowę pokrywa czarna „maska”, przez którą przebiega rozszerzający się za oczami biały pas.
Ptaki zakładają gniazdo w gęstych zaroślach, składają w nim od 3 do 4 jaj.

## Systematyka
Wyróżniono dwa podgatunki L. brunnea:
- L. brunnea brunnea – północno-wschodni Afganistan i Himalaje do centralnych Chin. Zimuje w południowo-zachodnich (głównie Ghaty Zachodnie) i wschodnio-środkowych Indiach oraz na Sri Lance.
- L. brunnea wickhami – zachodnia Mjanma.

## Status
IUCN uznaje słowika himalajskiego za gatunek najmniejszej troski (LC, Least Concern) nieprzerwanie od 1988 roku. Liczebność populacji nie została oszacowana, ale ptak ten opisywany jest jako lokalnie pospolity do pospolitego, w Chinach rzadki. Trend liczebności populacji uznawany jest za spadkowy.